# Іда (Бабушкінський район)
І́да (рос. Ида) — селище у складі Бабушкінського району Вологодської області, Росія. Входить до складу Міньковського сільського поселення.

## Населення
Населення — 472 особи (2010; 759 у 2002).
Національний склад (станом на 2002 рік):
- росіяни — 99 %